# ティーケーピー
株式会社ティーケーピー（TKP Corporation）は、東京都新宿区に本社を置く、貸会議室を運営・管理する企業。貸会議室運営では国内最大手。略称はTKP。

## 概要
伊藤忠商事出身で、日本オンライン証券（後のカブドットコム証券）およびイーバンク銀行（後の楽天銀行）の設立メンバーのひとりとなった河野貴輝が2005年に起業。取り壊し間近なビルや遊休不動産を探し当てては、格安の家賃で借りて貸会議室事業を展開する手法で事業規模を拡大させた。伊藤忠時代のディーラー経験から、不動産マーケットにデュレーションの概念を持ち込んで、貸会議室を時間単位に小分けしてインターネットで販売をしたのが始まりとなる。社名の「TKP」は創業者である河野貴輝のイニシャルに由来している ("Takateru Kawano Partners") が、一方で“Total Kukan Produce”の意味も持たせているという。
現在は貸会議室事業の他に、ホテル&リゾート事業、料飲・ケータリング事業、イベント空間プロデュース事業、コールセンター・BPO事業なども行っている。アパホテルと組みホテルのフランチャイズも行っている。

## 沿革
- 2005年
  - 港区浜松町にて設立。1号店として「TKP六本木会議室」をオープン。
- 2006年
  - 本社を中央区日本橋茅場町に移転。
- 2008年
  - 第二種旅行業免許取得
- 2009年
  - 子会社として株式会社TKPプロパティーズを設立し、ビル管理事業に参入。
- 2013年
  - 子会社として株式会社常盤軒フーズを設立し、常盤軒から仕出し弁当製造事業を譲受[3]。
  - 本社を新宿区市ヶ谷の現在地に移転。
- 2014年
  - 第一種旅行業免許取得
- 2015年
  - 静岡県伊豆長岡温泉に「石のや」をオープンし、旅館業に参入。
- 2016年
  - 簡易宿所（カプセルホテル）事業を手がける「ファーストキャビン」と資本業務提携。
- 2017年
  - 東証マザーズに上場。
  - 東京都職員共済組合の総合保健施設「ホテルアジュール竹芝」の運営を受託。
  - 大塚家具と資本・業務提携。
- 2019年
  - 世界各国でレンタルオフィス「リージャス」(Regus) を手がけるIWG（英語版）から同社の日本法人「日本リージャスホールディングス」の全株式を取得して子会社化、「リージャス」ブランドの日本における独占契約を締結。また、IWGの台湾法人である「台湾リージャス」の全株式を取得して子会社化し、台湾でも「リージャス」事業を展開。
  - Jリーグ・大分トリニータの運営会社である「大分フットボールクラブ」に出資し筆頭株主となる。
- 2023年
  - 日本リージャスホールディングス株式会社の全株式を譲渡。
- 2024年
  - リリカラ株式会社を子会社化。
  - 株式会社ノバレーゼを子会社化。

## 主な施設
- TKPゲートタワービル
- TKPガーデンシティPREMIUM品川
- TKPガーデンシティPREMIUM田町
- TKPガーデンシティPREMIUM京橋
- TKPガーデンシティPREMIUM池袋
- TKPガーデンシティPREMIUM神保町
- TKPガーデンシティPREMIUM秋葉原